# Pequeño icosaedro triámbico
| Pequeño icosaedro triámbico | Pequeño icosaedro triámbico        |                     |
| --- | ---------------------------------- | ------------------- |
| |                                    |                     |
| Tipo | Poliedro uniforme dual             |                     |
| Index | DU30, 2/59, W26                    |                     |
| Elementos (Como un poliedro estrellado) | F= 20, E= 60 V= 32 (χ= −8)         |                     |
| Grupo de simetría | Icosaédrico (Ih)                   |                     |
| Poliedro conjugado | Pequeño icosidodecaedro ditrigonal |                     |
| \| Diagrama de estelación \| Núcleo de la estelación \| Envolvente convexa \| \| ---------------------- \| ----------------------- \| ------------------- \| \| \| Icosaedro \| Pentaquisdodecaedro \| |                                    |                     |
| Diagrama de estelación | Núcleo de la estelación            | Envolvente convexa  |
| | Icosaedro                          | Pentaquisdodecaedro |

En geometría, el pequeño icosaedro triámbico es un poliedro estrellado compuesto por 20 caras hexagonales no regulares que se cruzan entre sí. Tiene 60 aristas y 32 vértices, y su característica de Euler tiene un valor de −8. Es una figura isoedral, lo que significa que todas sus caras son simétricas entre sí. Branko Grünbaum ha conjeturado que es el único isoedro euclidiano con caras convexas de seis o más lados, pero el pequeño hexacontaedro hexagonal es otro ejemplo.

## Geometría
Las caras son hexágonos equiláteros, con ángulos alternos de:
{\displaystyle \arccos(-{\frac {1}{4}})\approx 104.477\,512\,185\,93^{\circ }}
y de
{\displaystyle \arccos({\frac {1}{4}})+60^{\circ }\approx 135.522\,487\,814\,07^{\circ }}.
El ángulo diedro es igual a {\displaystyle \arccos(-{\frac {1}{3}})\approx 109.471\,220\,634\,49}.

## Formas relacionadas
La superficie externa del pequeño icosaedro triámbico (eliminando las partes de cada cara hexagonal que están rodeadas por otras caras, pero interpretando las figuras planas inconexas resultantes como si aún fueran caras) coincide con una de las estelaciones del icosaedro. Si, en cambio, después de eliminar las partes rodeadas de cada cara, cada triplete resultante de triángulos coplanares se consideran tres caras separadas, entonces el resultado es una forma de triaquisicosaedro, formada al agregar una pirámide triangular a cada cara de un icosaedro.
El poliedro dual del pequeño icosaedro triámbico es el pequeño icosidodecaedro ditrigonal. Como se trata de un poliedro uniforme, el pequeño icosaedro triámbico es un dual uniforme. Otros duales uniformes cuyas superficies exteriores son estelaciones del icosaedro son el mediano icosaedro triámbico y el gran icosaedro triámbico.